# Genius Loves Company
Genius Loves Company – ostatni album studyjny rhythm and bluesowego i soulowego muzyka Raya Charlesa, wydany 31 sierpnia 2004 roku, po śmierci artysty. Sesje nagraniowe trwały od czerwca 2003 roku do marca 2004 roku. Płyta składa się ze standardów muzyki popularnej, country, blues oraz R&B, wykonywanych przez Charlesa w duetach m.in. z Natalie Cole, Eltonem Johnem, Norah Jones, B.B. Kingiem, Gladys Knight, Dianą Krall, Vanem Morrisonem, Williem Nelsonem i Bonnie Raitt. Genius Loves Company był ostatnim albumem artysty nagranym i skompletowanym przed jego śmiercią w czerwcu 2004 roku.
Album wyprodukowany został w wyniku współpracy dwóch wytwórni: Concord i Hear Music, należącej do Starbucks, największej na świecie sieci kawiarni. Genius Loves Company była tym samym pierwszą niekompilacyjną płytą wydaną przez Hear Music, a także jednym z najpopularniejszych albumów Charlesa. Płyta promowana była przez Starbucks oraz dostępna w kawiarniach sieci.
2 lutego 2005 roku Genius Loves Company pokrył się potrójną platyną w Stanach Zjednoczonych, gdzie sprzedał się w ponad trzech milionach kopii. Na całym świecie album roszedł się w około sześciu milionach egzemplarzy.

## Geneza
Nagrywałem z tak wieloma niesamowitymi artystami w mojej karierze, ale nigdy na własny album z duetami. Pomyślałem, że to odpowiedni czas, aby sprowadzić część moich przyjaciół, których kocham oraz artystów, których podziwiam do mojego studia, by zaśpiewali ze mną. Wszyscy goście wnieśli własną magię do każdego z utworów. To jest to, czego chcieliśmy i dokładnie to otrzymaliśmy. Stworzyliśmy covery tego wszystkiego, od country do R&B, popu, rocka i bluesa. Nigdy nie pozwoliłem im dać się zamknąć w małym pudełku, i ta płyta wyraża to otwarte uczucie. Piękna piosenka jest piękną piosenką - i śpiewanie z tak wieloma wspaniałymi wykonawcami jest błogosławieństwem od Boga.

## Odbiór

### Sukces komercyjny
Odkąd ogromny sukces w 1962 roku odniosły albumy Modern Sounds in Country and Western Music oraz Modern Sounds in Country and Western Music Volume Two, większość kolejnych płyt Charlesa spotkała się z dużą krytyką. Genius Loves Company okazał się być sukcesem i udanym powrotem. Szybko uplasował się na szczycie Billboard 200, będąc tym samym pierwszym od czterdziestu lat albumem artysty, który zajął miejsce #1 zestawienia. Płyta stała się również najlepiej sprzedającym się albumem w twórczości muzyka.
Genius Loves Company zadebiutował na miejscu #2 Billboard 200, a 5 marca 2005 roku uplasował się na szczycie notowania. Album często odtwarzany był na antenach stacji radiowych grających jazz, blues, R&B, urban contemporary i country, a także zyskał przychylne opinie krytyków oraz muzycznych publikacji. W pierwszym miesiącu od wydania płyta rozeszła się w ponad dwóch milionach kopii w Stanach Zjednoczonych oraz w ponad trzech milionach egzemplarzy na świecie. Duży sukces Genius Loves Company (ponad sześć milionów sprzedanych kopii) spowodował, iż do jego promocji i dystrybucji dołączyła sieć Starbucks. Szacuje się, że Starbucks Coffee Company przyczyniła się do sprzedaży niemal trzydziestu procent całkowitej liczby nabytych egzemplarzy. Po zdobywaniu kolejnych certyfikatów: złota, platyny i multi-platyny, album pokrył się trzykrotną platyną w Stanach Zjednoczonych, przyznaną przez Recording Industry Association of America 2 lutego 2005 roku.
W Polsce album uzyskał status złotej płyty.

### Nagrody Grammy
W grudniu 2004 roku album otrzymał dziesięć nominacji do nagród Grammy. 47. ceremonię rozdania nagród Grammy, która odbyła się 13 lutego 2005 roku zdominował Genius Loves Company, zdobywając aż osiem statuetek, w tym m.in. w jednych z najważniejszych kategorii: Album of the Year oraz Record of the Year za „Here We Go Again”.
Zdobyte nagrody:
- Record of the Year: John Burk (producent), Terry Howard, Al Schmitt (engineers/mikserzy), Ray Charles & Norah Jones za „Here We Go Again”
- Album of the Year: John Burk, Don Mizell, Phil Ramone, Herbert Waltl (producenci), Terry Howard (producent & engineer/mikser), Robert Fernandez, John Harris, Pete Karam, Joel Moss, Seth Presant, Al Schmitt, Ed Thacker (engineers/mikserzy), Robert Hadley, Doug Sax (mikserzy)
- Best Instrumental Arrangement Accompanying Vocalist(s): Victor Vanacore (aranżer) za „Over the Rainbow” wykonywaną przez Raya Charlesa i Johnny’ego Mathisa
- Best Gospel Performance: Ray Charles i Gladys Knight za „Heaven Help Us All”
- Best Pop Collaboration with Vocals: Ray Charles i Norah Jones za „Here We Go Again”
- Best Pop Vocal Album: Ray Charles i różni artyści
- Best Engineered Album, Non-Classical: Robert Fernandez, John Harris, Terry Howard, Pete Karam, Joel Moss, Seth Presant, Al Schmitt & Ed Thacker
- Best Surround Sound Album: Al Schmitt (mikser), Robert Hadley & Doug Sax

## Lista utworów
| 1.  | „Here We Go Again” z Norah Jones (Lanier/Steagall)                  | 3:59  |
|     |                                                                     |       |
| 2.  | „Sweet Potato Pie” z Jamesem Taylorem (Taylor)                      | 3:47  |
|     |                                                                     |       |
| 3.  | „You Don’t Know Me” z Dianą Krall (Arnold/Walker)                   | 3:55  |
|     |                                                                     |       |
| 4.  | „Sorry Seems to Be the Hardest Word” z Eltonem Johnem (John/Taupin) | 3:59  |
|     |                                                                     |       |
| 5.  | „Fever” z Natalie Cole (Cooley/Davenport)                           | 3:30  |
|     |                                                                     |       |
| 6.  | „Do I Ever Cross Your Mind?” z Bonnie Raitt (Burnette/Smotherman)   | 4:34  |
|     |                                                                     |       |
| 7.  | „It Was a Very Good Year” z Williem Nelsonem (Drake)                | 4:59  |
|     |                                                                     |       |
| 8.  | „Hey Girl” z Michaelem McDonaldem (Gerry Goffin/Carole King)        | 5:15  |
|     |                                                                     |       |
| 9.  | „Sinner’s Prayer” z B.B. Kingiem (Fulson/Glenn)                     | 4:25  |
|     |                                                                     |       |
| 10. | „Heaven Help Us All” z Gladys Knight (Miller)                       | 4:32  |
|     |                                                                     |       |
| 11. | „Somewhere Over the Rainbow” z Johnnym Mathisem (Arlen/Harburg)     | 4:54  |
|     |                                                                     |       |
| 12. | „Crazy Love” z Vanem Morrisonem (Morrison)                          | 3:42  |
|     |                                                                     |       |
|     |                                                                     | 51:31 |
|     |                                                                     |       |

## Pozycje na listach

### Album
| Rok  | Notowanie              | Pozycja |
| ---- | ---------------------- | ------- |
| 2004 | Billboard 200          | #1      |
| 2004 | Top Canadian Albums    | #1      |
| 2004 | Top Internet Albums    | #1      |
| 2004 | Top R&B/Hip-Hop Albums | #4      |

### Single
| Rok  | Singel              | Pozycja           | Pozycja               | Pozycja            | Pozycja |
| Rok  | Singel              | Billboard Hot 100 | Hot R&B/Hip-Hop Songs | Adult Contemporary |         |
| ---- | ------------------- | ----------------- | --------------------- | ------------------ | ------- |
| 2004 | „You Don't Know Me” | –                 | –                     | 21                 |         |